# Manuel Antonio Flórez

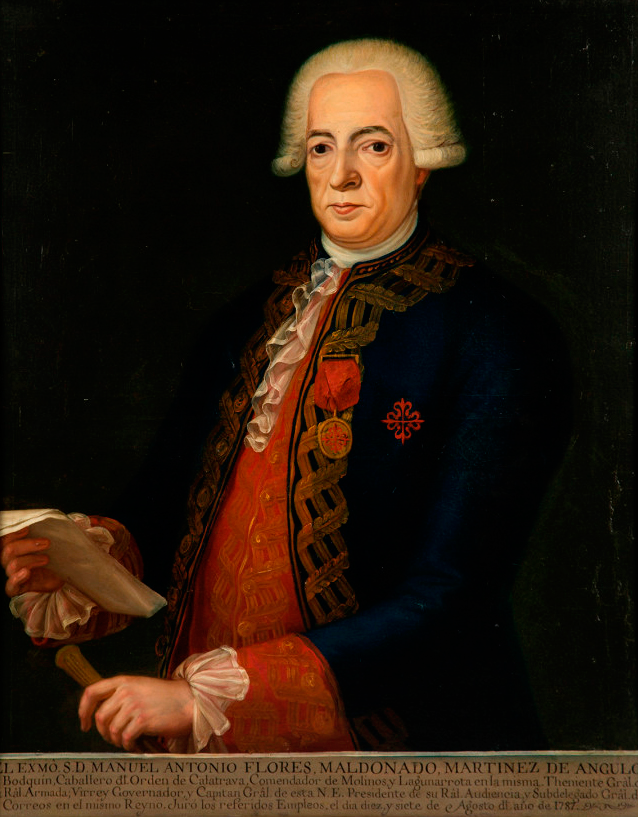
Manuel Antonio Flórez

Manuel Antonio Flórez Maldonado Martín de Angulo y Bodoquín (* 27. Mai 1723 in Sevilla, Region Andalusien, Spanien; † 20. März 1799 in Madrid, Spanien) war ein spanischer Marineoffizier und Kolonialverwalter, der als Vizekönig von Neugranada und Neuspanien amtierte.

## Leben

### Karriere in der spanischen Marine
Flórez trat 1736 in den Militärdienst ein und wurde an der Marineakademie (Colegio Naval) von Cádiz ausgebildet. 1744 begann er den aktiven Dienst auf See, zunächst im Mittelmeer, später auch in Südamerika. 1753 begleitete er Gaspar de Munive, der den Auftrag hatte, im heutigen Paraguay die im Vertrag von Madrid 1750 festgelegte Grenze zwischen den Kolonialreichen Spaniens und Portugals zu detaillieren und umzusetzen. Er schrieb darüber einen Bericht (Diario de la demarcación) und eine Länderkunde der bereisten Gegend (Descripción de la provincia de Paraguay), die aber beide bis heute nicht mehr überliefert sind.
1771 wurde er zum militärischen Oberbefehlshaber von Ferrol ernannt, einer wichtigen Marine- und Werftenbasis der Spanier. Im selben Jahr wurde er in den militärischen Orden von Calatrava aufgenommen. 1772 erfolgte sein Aufstieg zum Generalleutnant der Marine.

### Amtszeit als Vizekönig von Neugranada
Im Jahre 1775 ernannte ihn König Karl III. zum Vizekönig von Neugranada. Er erreichte Cartagena am 10. Februar 1776 und machte sich auf den Weg nach Bogotá, allerdings nicht über den traditionellen Weg auf dem Río Magdalena bis Honda (Kolumbien), sondern auf dem Landweg über Opón und Vélez, um zu überprüfen, ob diese Route sich als Straße ausbauen ließe. Im Mai 1776 nahm er die Amtsgeschäfte in Bogotá auf.
Er übernahm von seinem Vorgänger den Aufbau der ersten öffentlichen Bibliothek, und er brachte die erste öffentliche Druckerpresse nach Kolumbien. Seine Amtszeit war – wie die seiner Vorgänger – von mehreren Aufständen durch Siedler und Einheimische geprägt, die er niederschlagen ließ.
Vizekönig Flórez bemühte sich, die Infrastruktur, besonders das Wegenetz, der Kolonie auszubauen, und er befahl die zweite Volkszählung 1778, die einen Einwohnerstand von etwa 830.000 Bewohnern ergab. Im selben Jahr erleichterte das Mutterland den Handel zwischen Spanien und den Kolonien sowie untereinander.
1777 entsandte der spanische Finanzminister José de Gálvez y Gallardo den Revisor Francisco Gutiérrez de Piñeres nach Neugranada, um Finanzreformen durchzusetzen, die im Wesentlichen auf Erhöhungen und konsequentem Eintreiben der Steuern auf Tabak, Branntwein und Spielkarten bestand. Diese Abgaben führten zu weiteren Aufständen der Landbevölkerung.
1779 trat Spanien auf Seiten der Amerikaner in den Amerikanischen Unabhängigkeitskrieg gegen die Briten ein. Flórez verließ Bogotá und reiste nach Cartagena, um möglichen Angriffen der Engländer entgegenzutreten.
1782 bat Flórez um seine Ablösung, übergab das Amt an Juan de Torrezar und fuhr über Kuba zurück nach Europa.

### Amtszeit als Vizekönig von Neuspanien
1787 betraute ihn der König erneut mit dem Amt eines Vizekönigs in Amerika, diesmal in Mexiko. Flórez schiffte sich im Mai 1787 in Cádiz ein und zog feierlich am 17. August in Mexiko-Stadt ein.
In Mexiko kam es zu Kompetenzstreitigkeiten bei Finanzen und Militär zwischen dem Vizekönig und den örtlichen Intendenten, die unter dem Superintendenten Fernando Mangino agierten. Erst als der Indienrat Mangino absetzte, war die Situation klar.
Flores hatte auch zwischen den zuständigen Ministerien zu vermitteln und regelte die Provinzbegrenzungen. Flórez stellte neue Milizeinheiten auf und ließ einige Verbesserungen an den Verteidigungsanlagen vornehmen. Er entsandte 1788 eine Marineexpedition unter Leitung von Esteban José Martínez in den Nordwestpazifik, um zu erkunden, inwieweit russische Expansionsbestrebungen von Sibirien aus die spanischen Interessen gefährden könnten. Als Hernández Ende 1788 mit der Nachricht zurückkam, die Russen planten eine Siedlung in der Nootka Sound, ließ er dort im Sommer 1789 seinerseits eine spanische Befestigung errichten.
Manuel Flórez förderte die Wissenschaft; in seiner Amtszeit wurde eine Hochschule in Guadalajara errichtet und der Botanische Garten in Mexiko-Stadt gebaut; zudem ließ er ein erstes Geschichtswerk über Mexiko veröffentlichen. Aus Europa hatte er deutsche Bergbauspezialisten mitgebracht, die moderne Abbautechniken in die Kolonie bringen sollten.
Aus gesundheitlichen Gründen hatte Flórez in Spanien bereits um seine Ablösung gebeten. Als im Dezember 1788 König Karl III. starb, wurde sie umgehend angenommen. Die Nachricht erreichte Mexiko-Stadt im Februar 1789. Als Gnadenerweis verzichtete die Krone auf die sonst übliche Revision der Amtsführung (Juicio de Residencia) und gewährte Manuel Flórez zudem sechs Monate Gehaltszahlung, um eine standesgemäße Rückkehr zu ermöglichen. Seine Heimfahrt nach Europa verzögerte sich freilich, bis sein Nachfolger Juan Vicente de Güemes im Juli 1789 in Veracruz ankam.
König Karl IV. ernannte ihn in Spanien zum Generalkapitän der königlich spanischen Marine und verlieh ihm 1799 den Titel eines Grafen des Hauses Flórez (spanisch: conde de Casa Flórez); diesen Titel konnte er nicht mehr annehmen, da er zuvor verstarb. Er ging auf seinen Sohn über.